# Станислав Лешчински
Станислав Лешчински (на полски: Stanisław Leszczyński; на литовски: Stanislovas Leščinskis; на беларуски: Станіслаў Ляшчынскі; на френски: Stanislas Leszczyński) е крал на Полша и велик княз на Литва в периода (1704 – 1709, 1733 – 1736), както и херцог на Лотарингия в периода (1737 – 1766).
През 1725 година дава дъщеря си Мария за жена на Луи XV. Така, той е прадядо на френските крале Луи XVI, Луи XVIII и Шарл X.

## Лотарингия
Получава във владение Лотарингия, тъй като потомственият лотарингски херцог Франц I, зет на императора на Свещената Римска империя Карл VI, готвейки да заеме престола на тъста, се отказва от своето херцогство. След смъртта на престарелия Лешчински в резултат на нещастен случай (заспива в кресло пред камината и дрехата му се подпалва) неговият зет Луи XV анексира Лотарингия. Така Лешчински остава последният херцог на Лотарингия. Станислав преживява до 88 години, повече от всички други крале на Полша, и доживява до раждането на праправнуци. Паметта му е увековечена с бронзова статуя на Станиславовския площад в Нанси, назован в негова чест.
Дворецът Люневил (Château de Lunéville) е резиденцията на херцозите на Лотарингия от XIII век. В началото на XVIII век херцог Леополд го преустройва изцяло и от 1901 г. е обект от националното наследство.